# Краг, Пав
Пав Краг (дат. Paw Kragh, род. 5 марта 2005) — датский профессиональный велогонщик, специалист по маунтинбайку и велокроссу.

## Карьера
Краг дебютировал на соревновательной арене в 2021 году, участвуя в ряде гонок под эгидой Датского велосипедного союза (DCU). Его первые результаты включали 10-е места на DCU MTB Vissenbjerg и DCU MTB Kongshøjskoven в Ольборге, а также третье место на Saltum Classic. В рамках Shimano MTB League он стабильно финишировал в первой десятке, заняв 9-е место на первом этапе, 8-е на четвёртом и пятом этапах.
В 2022 году Краг продолжил развивать свои навыки, участвуя в Winter MTB Cup и Shimano MTB League. В Winter MTB Cup он добился нескольких подиумных мест, включая второе место на втором и четвертом этапах, а также четвертое место на первом этапе. В Shimano MTB League он занял 7-е место на четвёртом этапе.
2023 год стал поворотным в карьере Крага. Он одержал свою первую крупную победу на MTB KOLDING – DCU XCO, что стало значительным достижением для молодого спортсмена. В Winter MTB Cup он показал стабильные результаты, заняв второе место на третьем, четвертом и шестом этапах, а также третье место на восьмом этапе. В Shimano MTB League Краг финишировал в первой десятке на нескольких этапах, включая 5-е место на третьем этапе.
Наиболее значимым достижением 2023 года стало третье место на чемпионате Дании по маунтинбайку в дисциплине XCO среди юниоров, который проходил 27 мая 2023 года в Kongshøjskoven, Ольборг. Кроме того, он занял четвёртое место на чемпионате Дании на короткой трассе (XCC) и седьмое место на Shorttrack XCC – DMK supported by Campione.
В 2024 году Краг присоединился к команде Willing Able Racing, созданной клубом маунтинбайка Вайле и специализирующейся на офф-роуд дисциплинах, таких как гравийный велоспорт, маунтинбайк и велокросс. В этом году он занял третье место на чемпионате Дании по гравийному велоспорту. В Shimano MTB League он продолжал показывать стабильные результаты, заняв 6-е место на четвёртом этапе и 7-е на третьем. На чемпионате Дании по маунтинбайку (XCC) он финишировал девятым, а в дисциплине XCO среди гонщиков до 23 лет — шестым.
По состоянию на май 2025 года Краг продолжает выступать в составе Willing Able Racing. В начале сезона он участвовал в Shimano MTB Liga, заняв 9-е место на первом этапе 27 апреля 2025 года в Хольте, и 5-е место на Sæsonåbner MTB Race 13 апреля 2025 года в Обенро.

### Достижения
2021
10-й на DCU MTB Vissenbjerg
10-й на DCU MTB в Kongshøjskoven, Ольборг, пре-лига
3-й на Saltum классике
Shimano MTB Лига — при поддержке Allbike:
9-й на 1-м этапе
8-й на 4-м этапе
8-й на 5-м этапе
2022
Зимний кубок MTB:
4-й на 1-м этапе
2-й на 2-м этапе
6-й на 8-м этапе
7-й на 4-м этапе Shimano MTB Лига
2023
Зимний кубок MTB:
2-й на 3-м этапе
2-й на 4-м этапе
5-й на 5-м этапе
2-й на 6-м этапе
3-й на 8-м этапе
1-й на MTB KOLDING — DCU XCO
5-й на Saltum классике
Shimano MTB Лига:
7-й на 1-м этапе
6-й на 2-м этапе
5-й на 3-м этапе
7-й на 4-м этапе
10-й на 6-м этапе
7-й на Shorttrack XCC — DMK при поддержке Campione
4-й на Чемпионате Дании по маунтинбайку, кросс-кантри шорт-трек (XCC)
3-й на Чемпионате Дании по маунтинбайку, XCO, юниоры
2024
9-й на Чемпионате Дании по маунтинбайку, кросс-кантри шорт-трек (XCC)
6-й на Чемпионате Дании по велокроссу, XCO, U23
Shimano MTB Лига :
9-й на 1-м этапе
10-й на 2-м этапе
7-й на 3-м этапе
6-й на 4-м этапе
3-й на Чемпионате Дании по гравийному велоспорту
8-й на Saltum klassikeren
2025
Cyklebørsen & KIDS LIGA MTB Vintercup
2-й на 4-м этапе
5-й этап
Saltum Forårs Gravel Klassiker
5-й на DCU XCO Sæsonåbner
9-й на 1-м этапе Shimano MTB Liga